# Municipio de Spring Lake (condado de Hand)
El municipio de Spring Lake (en inglés: Spring Lake Township) es un municipio ubicado en el condado de Hand en el estado estadounidense de Dakota del Sur. En el año 2010 tenía una población de 24 habitantes y una densidad poblacional de 0,26 personas por km².

## Geografía
El municipio de Spring Lake se encuentra ubicado en las coordenadas 44°13′59″N 98°52′22″O / 44.23306, -98.87278. Según la Oficina del Censo de los Estados Unidos, el municipio tiene una superficie total de 92.84 km², de la cual 90,53 km² corresponden a tierra firme y (2,49 %) 2,31 km² es agua.

## Demografía
Según el censo de 2010, había 24 personas residiendo en el municipio de Spring Lake. La densidad de población era de 0,26 hab./km². De los 24 habitantes, el municipio de Spring Lake estaba compuesto por el 100 % blancos. Del total de la población el 0 % eran hispanos o latinos de cualquier raza.